# Warren Ellis (pisarz)
Warren Ellis (ur. 16 lutego 1968 w Essex) – brytyjski pisarz, scenarzysta komiksowy i telewizyjny oraz prozaik. Znany głównie z podnoszenia w swoich pracach zagadnień społecznych, w tym często tzw. trudnej tematyki, związanej z humanizmem, wiarą i technologią.
Znany m.in. z pracy przy takich seriach i komiksach jak X-Men, Daredevil, Civil War, Wolverine, The Authority i Planetary. Największą popularność przyniosła mu praca nad takimi seriami jak Transmetropolitan i Hellblazer.